# صائد المحار طويل المنقار
صائد المحار طويل المنقار (الاسم العلمي: Haematopus longirostris) (بالإنجليزية: Pied Oystercatcher)‏ هو نوع من الطيور يتبع جنس صائد المحار من فصيلة صائدات المحار.